# Bafing (Ivoorkust)
Bafing is een van de regio's van Ivoorkust in het district Woroba aan de noordwestgrens van het land. De regio meet ongeveer 8700 vierkante kilometer. Bij de laatste officiële volkstelling die dateert van 1988 waren er 109.155 inwoners. De schatting van 2007 gaf een inwonersaantal van meer dan 200.000 aan. De regionale hoofdstad is Touba.
Het Nationaal park Mont Sangbé ligt deels in de regio.

## Grenzen
Bafing grenst aan een buurland van Ivoorkust:
- De regio Nzérékoré van Guinee in het westen.

De overige grenzen worden gevormd met drie andere regio's:
- Denguélé in het noorden.
- Worodougou in het oosten.
- Dix-Huit Montagnes in het zuiden.

## Departementen
De regio is onderverdeeld in drie departementen:
:
- Koro
- Ouaninou
- Touba